# Wilco
Wilco är ett amerikanskt rockband från Chicago, Illinois. Bandet bildades 1994 ur spillrorna av alternativ-countrybandet Uncle Tupelo, med Jeff Tweedy som huvudsaklig låtskrivare. Gruppens musik hade ursprungligenen likheter med Uncle Tupelos men har sedan utvecklats mer mot alternativ rock.
Wilco vann två Grammy-prisar 2005 för sitt album A Ghost Is Born.

## Medlemmar

### Nuvarande medlemmar
- Jeff Tweedy – sång, rytmgitarr, sologitarr, akustisk gitarr, basgitarr, munspel (1994–)
- John Stirratt – basgitarr, bakgrundssång (1994–)
- Nels Cline – gitarr (2004–)
- Mikael Jorgensen – piano, sampler, keyboard, synthesizer, orgel (2002–)
- Glenn Kotche – trummor, percussion (2001–)
- Pat Sansone – keyboard, synthesizer, rytmgitarr, sologitarr, maracas, tamburin (2004–)

### Tidigare medlemmar
- Ken Coomer – trummor (1994–2001)
- Max Johnston – mandolin, banjo, fiol, bakgrundssång (1994–1996)
- Brian Henneman – sologitarr (1994–1995)
- Jay Bennett – rytmgitarr, sologitarr, keyboard, bakgrundssång (1995–2002)
- Bob Egan – pedal steel guitar, slidegitarr (1995–1998)
- Leroy Bach – rytmgitarr, keyboard, bakgrundssång (1998–2004)

## Diskografi

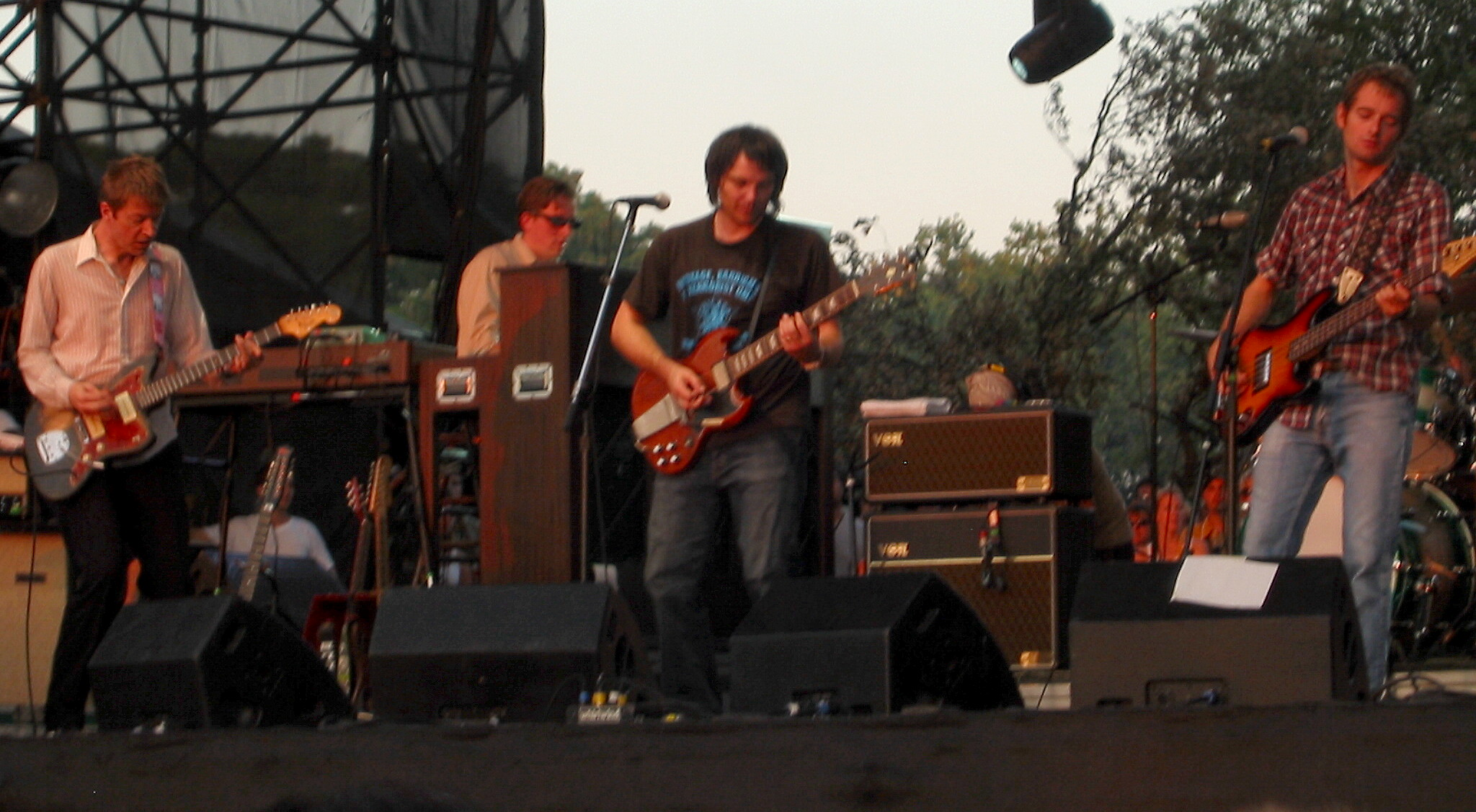
Wilco live 2004.

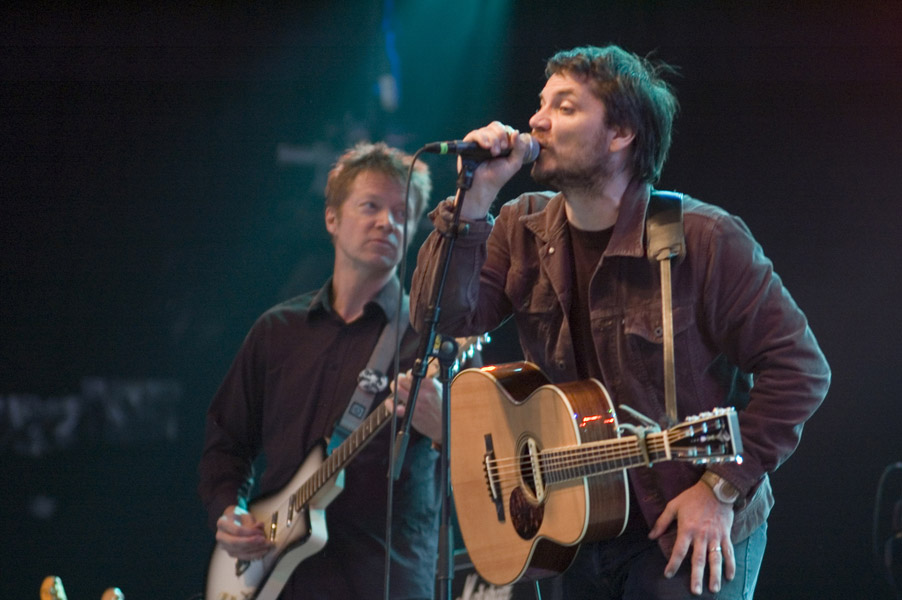
Wilco under Roskildefestivalen 2007.

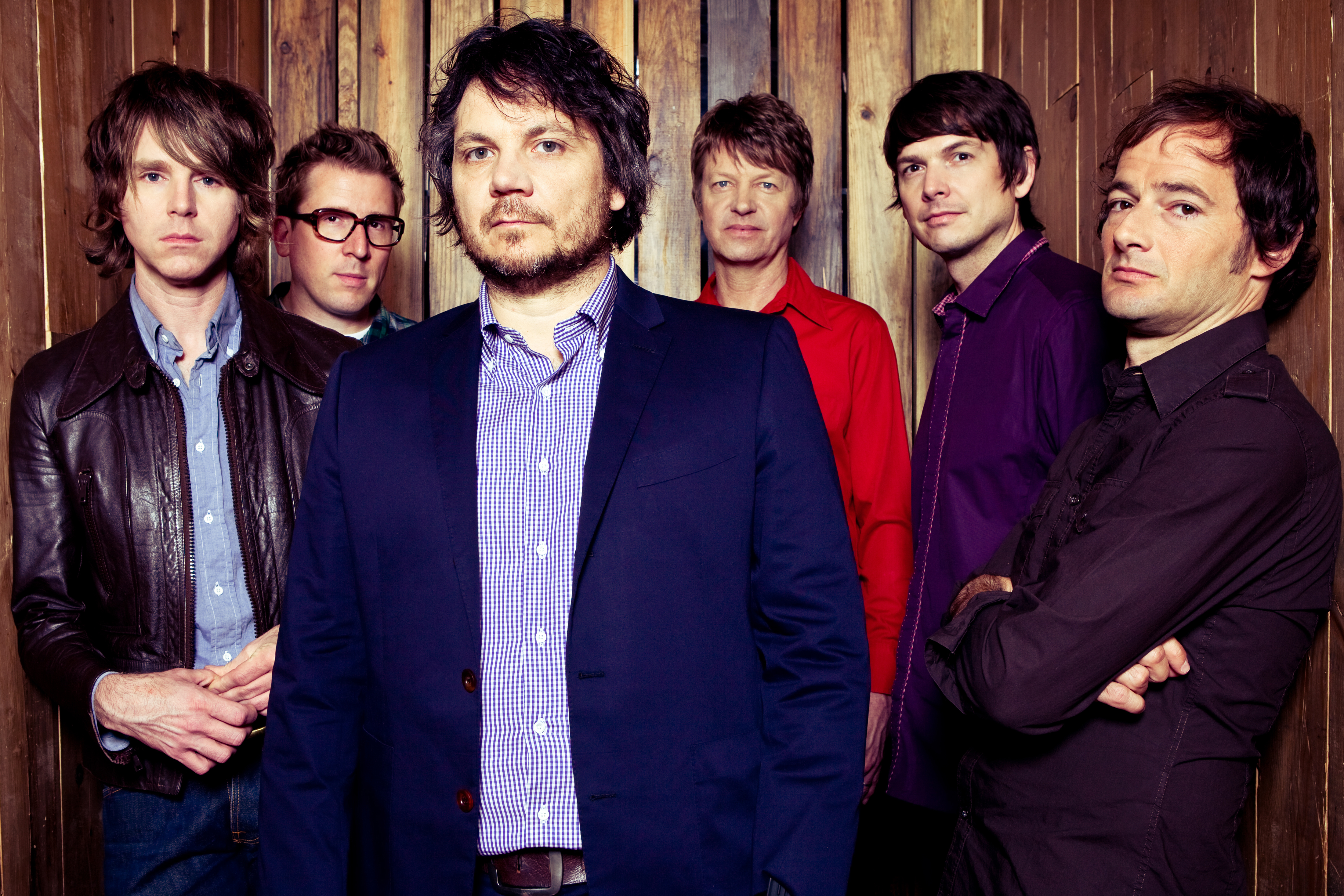
Wilco 2010. Från vänster: Patrick Sansone, Mikael Jorgensen, Jeff Tweedy, Nels Cline, Glenn Kotche, John Stirratt

### Album
- 1995 – A.M.
- 1996 – Being There
- 1999 – Summerteeth
- 2002 – Yankee Hotel Foxtrot
- 2004 – A Ghost Is Born
- 2005 – Kicking Television: Live in Chicago
- 2007 – Sky Blue Sky
- 2009 – Wilco (The Album)
- 2011 – The Whole Love
- 2015 – Star Wars
- 2016 – Schmilco
- 2019 – Ode to Joy
- 2022 – Cruel Country

### Samarbeten
- 1998 – Mermaid Avenue (med Billy Bragg)
- 2000 – Mermaid Avenue Vol. II (med Billy Bragg)
- 2003 – Down with Wilco (med The Minus 5)
- 2012 – Mermaid Avenue Vol. III (med Billy Bragg)
- 2012 – Mermaid Avenue: The Complete Sessions (med Billy Bragg)

### EPs
- 2003 – More Like the Moon (även kallad Australian och Bridge)
- 2005 – A Ghost Is Born Tour EP

### Singlar
- 1995 – "Box Full of Letters"
- 1997 – "Outtasite (Outta Mind)"
- 1999 – "Can't Stand It"
- 1999 – "A Shot in the Arm"
- 2002 – "War on War"

## Övrigt

### Böcker
- The Wilco Book (ISBN 0-9713670-3-5)
- Wilco: Learning How to Die av Greg Kot (ISBN 0-7679-1558-5)
- Adult Head av Jeff Tweedy (ISBN 1-932023-16-X)

### Filmer
- I Am Trying to Break Your Heart - A Film About Wilco, av Sam Jones
- Billy Bragg & Wilco - Man in the Sand (Skapandet av "Mermaid Avenue") 1999
- Sunken Treasure: Live in the Pacific Northwest - 2006